# Chuột nhảy Trung Quốc
Chuột nhảy Trung Quốc, tên khoa học Eozapus setchuanus, là một loài động vật có vú trong họ Dipodidae, bộ Gặm nhấm. Loài này được Pousargues mô tả năm 1896. Chúng là loại đặc hữu của Trung Quốc.